# Металургійний комбінат у Лінці
48°16′51.7″ пн. ш. 14°19′15.51″ сх. д. / 48.281028° пн. ш. 14.3209750° сх. д.
Металургійний комбінат у Лінці (нім. voestalpine Giesserei Linz GmbH) — підприємство чорної і кольорової металургії в Австрії, розташований у місті Лінц. Один з двох основних металургійних підприємств країни. У другій половині 20 століття був найбільшим в країні металургійним комбінатом. Був першим в світі металургійним заводом, на якому було впроваджено (27 листопада 1952 року) у промислових масштабах киснево-конверторний спосіб одержання сталі, що згодом став основним способом виплавки сталі в світі. Від назви міста Лінц і міста Донавіц, де було впроваджено цей процес, походить німецькомовний варіант назви кіснево-конвертерного процесу — «Linz-Donawitz-Verfahren», або скорочено «LD-Verfahren» («Лінц-Донавіцький процес»).